# Boeing XF6B
Il Boeing XF6B-1 / XBFB-1, designazione aziendale Model 236, fu un aereo militare imbarcato monomotore biplano sviluppato dall'azienda aeronautica statunitense Boeing nei primi anni trenta e rimasto allo stadio di prototipo.
Realizzato su specifica della United States Navy, fu l'ultimo modello di aereo biplano accettato dalla marina militare statunitense, e venne utilizzato in una serie di prove dall'inizio del 1933 al 1936, anno della sua perdita per incidente, senza essere avviato alla produzione.

## Storia del progetto
L'ordine per la fornitura del Model 236 venne sottoscritto dalla U.S. Navy il 30 giugno 1931. Il modello era un'evoluzione del precedente F4B, di costruzione metallica tranne le ali, ancora rivestite di tela verniciata, ed era equipaggiato con un motore Pratt & Whitney R-1535-44 Twin Wasp, un radiale 14 cilindri doppia stella raffreddato ad aria in grado di erogare, in quella versione, una potenza pari a 625 hp (466 kW) ed accoppiato ad un'elica bipala. In questa configurazione il prototipo venne portato in volo per la prima volta il 1º febbraio 1933.
Il ruolo previsto per il velivolo si è rivelato però incerto. Valutato inizialmente come aereo da caccia, e per questo indicato in base alle convenzioni di designazione allora vigenti come XF6B-1, grazie alla sua robusta struttura era in grado di resistere ad alti valori di g, tuttavia il peso carico risultava elevato, 1 680 kg (3 704 lb), circa 320 kg (700 lb) in più rispetto all' F4B, e non risultava possedere la manovrabilità necessaria ad un caccia. Si rivelò tuttavia adatto a ricoprire il ruolo di cacciabombardiere ed in base a queste caratteristiche, nel marzo 1934 il prototipo venne ridesignato XBFB-1.
In tal senso venne sottoposto ad un programma di sviluppo atto a migliorare le sue caratteristiche in combattimento, tra cui l'adozione di una cappottatura NACA migliorata, la razionalizzazione di tutto il carrello d'atterraggio, e la sostituzione dell'originale elica con una tripala. Tuttavia, anche dopo le modifiche, il modello non riuscì ad esprimere prestazioni soddisfacenti e la U.S. Navy gli preferì il Curtiss F11C Goshawk.

## Utilizzatori
Stati Uniti
- United States Navy